# Torneo Apertura 2024 (El Salvador)
El Torneo Apertura 2024 (conocido como Liga Pepsi-Primera División por motivos de patrocinio), fue la 100.a edición de la Primera División de fútbol profesional salvadoreño. La temporada regular comenzó el 27 de julio y finalizó el 30 de noviembre de 2024

## Sistema de competición
El torneo se divide en dos fases:
- Fase de clasificación
- Fase final

### Fase de clasificación
Los 11 equipos participantes se enfrentan todos contra todos a visita recíproca a lo largo de 22 jornadas. Tras cada partido, se asignan puntos a ifn de organizar la tabla de posiciones: 
- Por victoria, se obtendrán 3 puntos.
- Por empate, se obtendrá 1 punto.
- Por derrota no se obtendrán puntos.

Los partidos que conforman cada fecha, así como el orden de estos son definidos por sorteo antes de comenzar la competición.
Al finalizar las 22 jornadas, la tabla se ordenará con base en los clubes que hayan obtenido la mayoría de puntos, en caso de empates, se toman los siguientes criterios:
1. Puntos
2. Puntos obtenidos entre los equipos empatados
3. Diferencial de goles
4. Goles anotados
5. Goles anotados en condición visitante.

### Fase final
Al finalizar las 22 fechas totales, los primeros 8 equipos de la tabla general clasifican a la fase final.
Los ocho clubes calificados para esta fase del torneo serán reubicados de acuerdo con el lugar que ocupen en la tabla general al término de la fecha 16, con el puesto del número uno al club mejor clasificado, y así hasta el número 8. Los partidos a esta fase se desarrollarán a visita, en las siguientes etapas:
- Cuartos de final
- Semifinales
- Final

Los partidos de cuartos de final se jugarán de la siguiente manera:
2.° vs 7.°
3.° vs 6.°
4.° vs 5.°
En las semifinales participarán los cuatro clubes vencedores de cuartos de final, reubicándolos del uno al cuatro, de acuerdo a su mejor posición en la tabla General de clasificación al término de la jornada 22 del torneo correspondiente, enfrentándose:
2.° vs 3.°
Finalmente, en la final se enfrentan los dos vencedores de las rondas semifinales. El ganador de la serie final será proclamado como campeón de liga y clasificará a la Copa Centroamericana 2025.

## Equipos participantes

### Relevos
| Pos. | Descendidos en la edición anterior |
| ---- | ---------------------------------- |
| 11   | Jocoro                             |
| 12   | Santa Tecla                        |

| Pos. | Ascendidos a la edición actual |
| ---- | ------------------------------ |
| Prom | Cacahuatique                   |

Por decisión de las autoridades de Primera División el Torneo se realizó con participación de 11 equipos, dado el ultimátum a Jocoro Fútbol Club para solventar sus situación económica de pagos pendientes, misma que no fue ratificada en fecha; y la no admisión de Club Deportivo Titán como opción a ocupar vacante.
| Equipos                                       | N.º | Departamento | Año de Fundación                                                            |
| --------------------------------------------- | --- | ------------ | --------------------------------------------------------------------------- |
| C.D. FAS y A.D. Isidro Metapán                | 2   | Santa Ana    | - 16 de febrero de 1947 - 29 de septiembre de 1950                          |
| C.D. Águila, C.D. Dragón y C. D. Cacahuatique | 3   | San Miguel   | - 15 de febrero de 1926 - 18 de septiembre de 1939 - 4 de diciembre de 1968 |
| C.D. Fuerte San Francisco                     | 1   | Morazán      | - 8 de enero de 1953                                                        |
| Alianza F.C.                                  | 1   | San Salvador | - 12 de octubre de 1958                                                     |
| C.D. Luis A. Firpo                            | 1   | Usulután     | - 21 de septiembre de 1923                                                  |
| C.D. Platense                                 | 1   | La Paz       | - 1 de mayo de 1950                                                         |
| C.D. Municipal Limeño                         | 1   | La Unión     | - 11 de septiembre de 1949                                                  |
| 11 Deportivo F.C.                             | 1   | Ahuachapán   | - 20 de agosto de 2019                                                      |

## Fase Regular
| Pos. | Equipos              | Pts. | PJ | G  | E | P  | GF | GC | Dif. | Clasificación |
| ---- | -------------------- | ---- | -- | -- | - | -- | -- | -- | ---- | ------------- |
| 1    | Águila               | 41   | 20 | 12 | 5 | 3  | 36 | 18 | +18  | Fase final    |
| 2    | Cacahuatique         | 40   | 20 | 13 | 1 | 6  | 24 | 16 | +8   | Fase final    |
| 3    | Luis Ángel Firpo     | 39   | 20 | 12 | 3 | 5  | 32 | 28 | +4   | Fase final    |
| 4    | Isidro Metapán       | 35   | 20 | 10 | 5 | 5  | 31 | 21 | +10  | Fase final    |
| 5    | Alianza              | 32   | 20 | 9  | 5 | 6  | 26 | 16 | +10  | Fase final    |
| 6    | Once Deportivo       | 32   | 20 | 9  | 5 | 6  | 26 | 23 | +3   | Fase final    |
| 7    | Municipal Limeño     | 27   | 20 | 7  | 6 | 7  | 24 | 22 | +2   | Fase final    |
| 8    | FAS                  | 23   | 20 | 6  | 5 | 9  | 29 | 28 | +1   | Fase final    |
| 9    | Fuerte San Francisco | 15   | 20 | 4  | 3 | 13 | 15 | 34 | -19  |               |
| 10   | Dragón               | 13   | 20 | 3  | 4 | 13 | 10 | 30 | -20  |               |
| 11   | Platense             | 9    | 20 | 1  | 6 | 13 | 11 | 28 | -17  |               |

## Fase final

### Cuartos de final
| 5 de diciembre de 2024; 20:00 | Municipal Limeño | 0:1 (0:1) | CD Cacahuatique | Dr. Ramón Flores, Santa Rosa de Lima, La Unión                      |                                                                     |
|                               |                  |           | 38' Lara        | Asistencia: 7.000 espectadores Árbitro(s): Juan Francisco Quinteros | Asistencia: 7.000 espectadores Árbitro(s): Juan Francisco Quinteros |

| 8 de diciembre de 2024; 15:00 | CD Cacahuatique | 0:1 (0:1) (Global 1:1) | Municipal Limeño | Municipal Chapeltique, Chapeltique, San Miguel Norte |                            |
|                               |                 |                        | 10' Bryan Paz    | Árbitro(s): Elmer Martínez                           | Árbitro(s): Elmer Martínez |

| 5 de diciembre de 2024; 20:00 | Alianza Fútbol Club | 1:1 (1:0) | Isidro Metapán | Cuscatlán, San Salvador |                         |
|                               | Rodríguez 6' (pen.) |           | 86' Esquivel   | Árbitro(s): Iván Barton | Árbitro(s): Iván Barton |

| 7 de diciembre de 2024; 19:15 | Isidro Metapán | 0:0 (0:0) (Global 1:1) | Alianza Fútbol Club | Jorge «Calero» Suárez, Metapán, Santa Ana |  |
|                               |                |                        |                     | Árbitro(s): Ismael Cornejo                |  |

| 4 de diciembre de 2024; 20:00 | Club Deportivo FAS | 1:1 (0:0) | Águila        | Óscar Quiteño, Santa Ana       |                                |
|                               | Tejada 53'         |           | 90+2' Medrano | Árbitro(s): Filiberto Martínez | Árbitro(s): Filiberto Martínez |

| 8 de diciembre de 2024; 19:15 | Águila | 0:1 (0:0) (Global 1:2) | Club Deportivo FAS | Jorge «Calero» Suárez, Metapán, Santa Ana |                             |
|                               |        |                        | 88' (pen.) Tejada  | Árbitro(s): Germán Martínez               | Árbitro(s): Germán Martínez |

### Final

#### Gran Final
| 21 de diciembre de 2024; 18:30 | CD Fas         | 1:2 (0:0) | Once Deportivo                                 | Jorge «El Mágico» González, San Salvador |                                      |
|                                | Bryan Ríos 51' |           | 64' Luis Enrique Vásquez · 115' Jomal Williams | Árbitro(s): Juan Francisco Quinteros     | Árbitro(s): Juan Francisco Quinteros |